# اردشیر احمدی
اردشیر احمدی (زادهٔ ۵ اسفند ۱۳۶۸ در اصفهان) کارگردان، مستندساز و مجری ایرانی است. 

## زندگی شخصی
اردشیر احمدی در کودکی به کانادا مهاجرت کرد و در رشته فیلم و سینما تحصیل کرد و اندکی بعد به ایران بازگشت. احمدی در سال ۱۳۹۷ با سارا سادات خادم‌الشریعه ازدواج کرد.

## فیلم‌شناسی
احمدی تاکنون چندین مستند، شوی تلویزیونی و موزیک ویدیو را کارگردانی، تدوین، روایت و اجرا کرده‌است. برخی از آن‌ها عبارتند از:

### از ونکوور تا لس آنجلس
از ونکوور تا لس آنجلس یک فیلم مستند به کارگردانی و روایت اردشیر احمدی درباره ایرانیان ساکن لس آنجلس است. از جمله افرادی که در این مستند حضور داشتن میتوان به  عرفان، علیرضا امیرقاسمی و کوجی زادوری اشاره کرد.

### شبکه اینترنتی
احمدی در سال ۲۰۰۸ میلادی کلام تی‌وی را تاسیس نمود و از جمله برنامه‌های قابل توجه شبکه میتوان به ذره‌بین اشاره کرد.

### از زیرزمین تا بام طهران
از زیرزمین تا بام طهران مستند و مصاحبه ای درباره خوانندگان زیرزمینی است که در آن از خوانندگانی همچون یاس، رضا پیشرو، زدبازی و امیر تتلو مصاحبه و مستندی تهیه شده است.

### جعبه سیاه
جعبه سیاه مصاحبه ای درباره اقشار مختلف جامعه از خواننده زیرزمینی تا آتش نشانی که در پلاسکو حضور داشته است. از جمله افرادی که در این برنامه حضور داشتند میتوان به سحر قریشی و شهرام جزایری اشاره کرد. جعبه سیاه از برنامه‌های پر بازدید آپارات بوده است.

### انرژی هسته‌ای
انرژی هسته‌ای موزیک ویدیویی از امير تتلو است که بر روی ناو جماران ساخته شده و احمدی آنرا کارگردانی کرده است و به یکی از جنجالی ترین موزیک ویدیو‌های ایرانی تبدیل شد و گاردین به طور اختصاصی مقاله ای درباره اش تهیه کرد.

### مصاحبه با احمدی‌نژاد
اردشیر احمدی در دی ۱۳۹۹ مصاحبه‌ای با محمود احمدی‌نژاد داشت و آنرا گفتگوی پدر و پسری نامید و گفت: «من با یک دوستی صحبت می‌کردم که شما را از نزدیک دیده بود، می‌گفت وقتی با آقای دکتر صحبت می‌کنیم انگار داریم با هگل صحبت می‌کنیم.»

### گفتگو با اردشیر احمدی
گفتگو با اردشیر احمدی مصاحبه ای درباره افراد موفق و بیشتر سیاسی است که در ان افرادی همچون فائزه هاشمی رفسنجانی، مینا مهرنوش، محمود علیزاده طباطبایی حضور داشتند.

## حاشیه‌ها

### مهاجرت
پس از آنکه سارا خادم‌الشریعه در حمایت و همراهی با خیزش سراسری مردم ایران در ۵ دی ۱۴۰۱ در مسابقات شطرنج سریع قهرمانی جهان در آلماتی در حالی که زیر پرچم جمهوری اسلامی بازی می‌کرد بدون حجاب اجباری در مسابقه حاضر شد. روزنامه ال‌پائیس چاپ مادرید گزارش کرد که سارا خادم الشریعه پس از مسابقات قزاقستان به ایران باز نخواهد گشت و احتمالاً در اسپانیا زندگی خواهد کرد. به گفته خادم‌الشریعه حتی مدارک دستگیری‌اش را در تهران آماده کرده بودند. این زوج با استفاده از قانون ویزای طلایی (خرید ملک به ارزش نیم میلیون یورو) اجازه اقامت در اسپانیا را دریافت کردند.

## فعالیت‌های محیط زیستی
احمدی چند سالی است که به فعالیت‌های محیط زیستی و فرهنگ سازی در این زمینه با تشکیل گروه هایی در شهرهای مختلف نیز می‌پردازد.